# توتا رولف
توتا رولف (انگلیسی: Tutta Rolf؛ ‏ زاده ۷ اکتبر ۱۹۰۷ – درگذشته ۲۶ اکتبر ۱۹۹۴) هنرپیشه، خواننده اهل نروژ بود. وی بین سال‌های ۱۹۳۲ تا ۱۹۳۹ میلادی فعالیت می‌کرد.
از فیلم‌های او می‌توان به تنوع نمک زندگی است اشاره کرد.